# Kollaboration med axelmakterna under andra världskriget
Under andra världskriget fanns enskilda personer och organisationer som samarbetade med axelmakterna trots att deras land var ockuperat av denna union (främst Tyskland). Drivkrafterna för detta samarbete kunde exempelvis vara starka nationalistiska, antikommunistiska eller antisemitiska övertygelser, eller helt enkelt opportunism, viljan att vara med i det "vinnande laget". Kollaboratörerna försökte förmå befolkningen att förbli lugn och att acceptera ockupation utan motstånd. De organiserade handel och produktion till stöd för ockupationsmakten. Några av dem begick dessutom mycket allvarliga brott mot mänskligheten under Förintelsen. 

## Kända kollaboratörer under andra världskriget efter land
Belgien
- Léon Degrelle

 Danmark
- Grethe Bartram (senare svensk medborgare)

 Estland
- Hjalmar Mäe

 Frankrike
- Marcel Déat
- Jacques Doriot
- Pierre Laval
- Philippe Pétain

 Grekland
- Ioannis Rallis

 Kroatien
- Ante Pavelić

 Lettland
- Viktors Arājs
- Herberts Cukurs

 Nederländerna
- Anton Mussert

 Norge
- Vidkun Quisling

 Rumänien
- Ion Antonescu
- Horia Sima

 Ryssland
- Andrej Vlasov

 Slovakien
- Jozef Tiso
- Vojtech Tuka

 Ukraina
- Stepan Bandera
- Andrej Sjkuro

 Ungern
- Miklós Horthy
- Ferenc Szálasi